# Manufatura

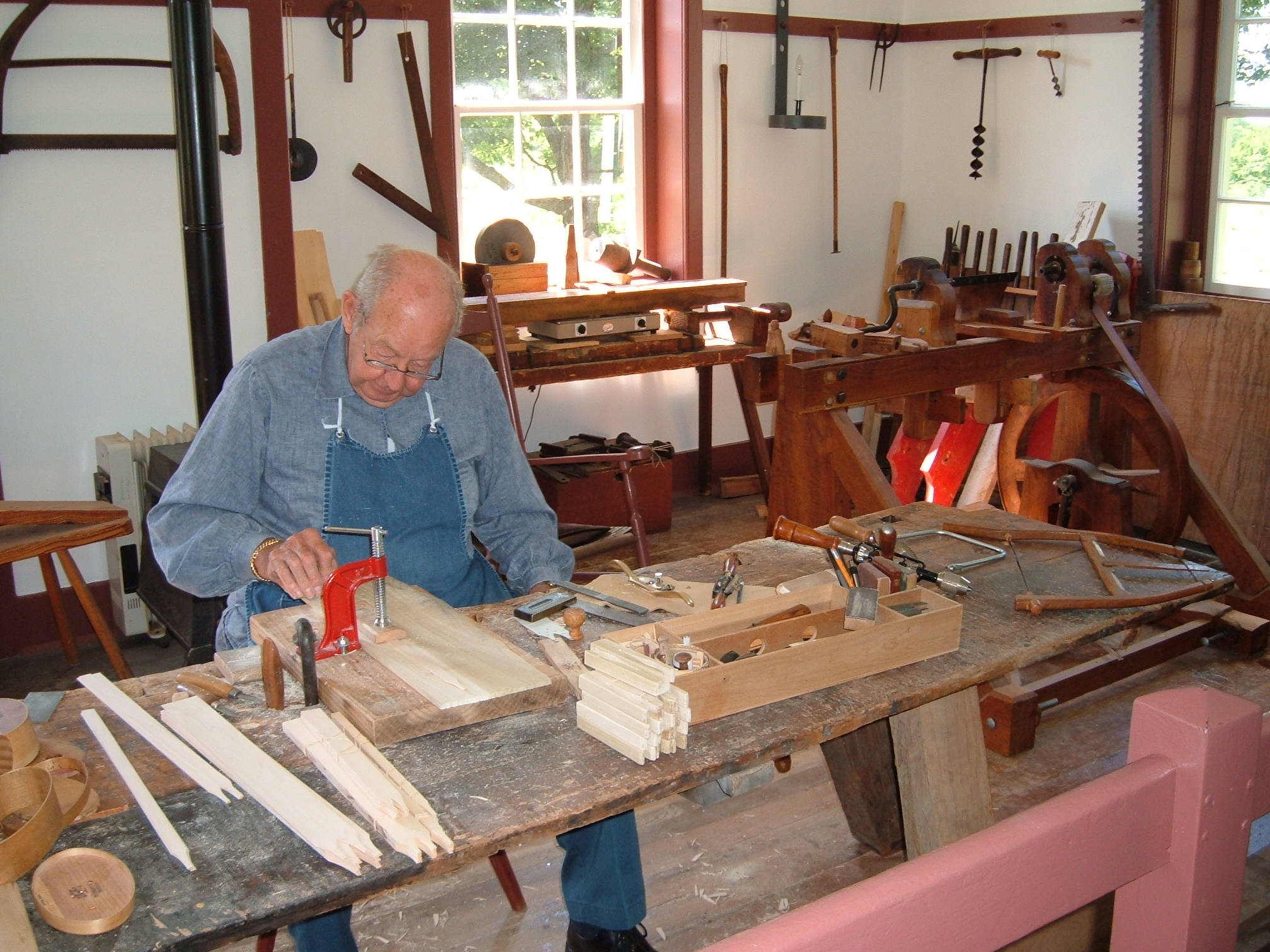
Um artesão produzindo caixas.

Manufatura é um sistema de produção com técnica de produção  artesanal e divisão do trabalho.

## Conceito
Manufatura é um sistema de produção  cuja técnica de produção ainda é artesanal, porém com organização e divisão do trabalho mais complexa, não identificada no modo  artesanal. Exceto em casos específicos nas relações metrópole/colônias, a produção das manufaturas era geralmente voltada a atender o mercado local. Neste processo pode ser usado somente as mãos, como era feito antes da Revolução Industrial ou com a utilização de máquinas como passou a ocorrer após a Revolução Industrial.[carece de fontes?]

## A manufatura na Revolução Industrial
Durante a Revolução Industrial, houve grande avanço no modo de produção. O trabalho que antes era somente manual, passou a ser feito por máquinas, o que gerou uma maior produção em menor tempo. Além da utilização das máquinas, a manufatura passou a ter como marcante característica a utilização de um modo de trabalho em série, isso quer dizer que era feito etapa por etapa, e especializado; cada trabalhador tinha sua especialização numa área. Isso a diferencia do artesanato, em que o processo inteiro é feito por apenas uma pessoa.
No século XIX, os homens de negócio passaram a reunir trabalhadores em grandes galpões, fornecendo a eles a matéria-prima necessária e remunerando seu serviço. Nela, a oficina e as ferramentas pertencem ao capitalista e ocorre uma divisão do trabalho. Para obter um maior volume de produção é aplicada a técnica da divisão do trabalho. Desta maneira são economizados materiais, com aplicação de movimentos específicos, repercutindo assim numa maior velocidade de produção. A manufatura, podemos dizer, foi a forma mais desenvolvida de organização da produção que superou as Corporações de ofício no processo histórico de transição do modo de produção feudal para o modo de produção capitalista.

## Avanços tecnológicos: máquinas
- 1765 - o engenheiro escocês James Watt aumentou a eficiência do motor a vapor ao introduzir o condensador na máquina de Newcomen.

- 1768 - o inventor inglês Sir Richard Arkwright criou uma máquina de fiar avançada para o período, aumentando significativamente a produtividade

- 1793 - o engenheiro norte-americano Eli Whitney criou o descaroçador de algodão.

## As colônias e os produtos manufaturados das metrópoles
Durante o período colonial no Brasil e a vigência do Pacto Colonial, a colônia deveria fornecer matérias-primas à metrópole, cabendo a esta vender posteriormente os produtos manufaturados com tais matérias.
O sistema de exportar produtos manufaturados para as colônias aconteceu também com as colônias espanholas.